# Hippolyte Lippens
Hippolyte Pierre Marie Lippens (16 octobre 1847 – 31 décembre 1906) fut un avocat, un homme d'affaires et un homme politique belge de tendance libérale.
Né en 1847 à Moerbeke-Waas, il est le second fils de Auguste Lippens, bourgmestre de cette commune, et Mathilde Kuetgens. En 1873, il se marie avec Louise de Kerchhove de Denterghem, fille du bourgmestre de Gand, le comte Charles de Kerchove de Denterghem. De cette union, naquit notamment le comte Maurice Auguste Lippens.
Hippolyte Lippens est à la tête des fabriques de sucres de Moerbeke qui aujourd'hui appartiennent toujours à sa famille.
De 1882 à 1895, il succède à son beau-père en devenant bourgmestre de Gand, il siège aussi à la chambre des représentants (1882–1886 et 1889–1890) et devient sénateur de 1900 à 1906 pour le parti libéral. Durant son mandat à la tête de la ville de Gand, cette dernière a connu de grand chantiers urbanistiques. Les Vlaanderenstraat, Limburgstraat et Henegouwenstraat sont baties sur le modèle des grands boulevards parisiens.

## Distinction honorifique
- Officier de l'ordre de Léopold (en 1893).